# بيوت الدعارة العسكرية الألمانية في الحرب العالمية الثانية
تم إنشاء بيوت الدعارة العسكرية الألمانية من قبل ألمانيا النازية خلال الحرب العالمية الثانية في جميع أنحاء أوروبا المحتلة من أجل فيرماخت وقوات الأمن الخاصة. كانت هذه بيوت الدعارة إبداعات جديدة بشكل عام، ولكن في الغرب، كانت تُقام في بعض الأحيان باستخدام بيوت الدعارة الموجودة سابقا بالإضافة إلى العديد من المباني الأخرى. حتى عام 1942، كان هناك حوالي 500 بيت دعارة عسكري من هذا النوع في أوروبا التي تحتلها ألمانيا. تعمل هذه المرافق في غالب الأحيان في الفنادق المصادرة تحت حراسة الفيرماخت، وتخدم الجنود المسافرين وتلك التي انسحبت من الجبهة.  ووفقا للسجلات، أُجبرت ما لا يقل عن 34140 امرأة أوروبية على العمل كبغايا أثناء الاحتلال الألماني لبلدانهن إلى جانب السجينات في بيوت الدعارة في معسكرات الاعتقال. في العديد من الحالات في أوروبا الشرقية، اختُطفت فتيات ونساء مراهقات من شوارع المدن المحتلة خلال جولات الشرطة والجيش الألماني التي كانت تُسمى ankaapanka أو rafle.

## أوروبا الشرقية
أصدرت وزارة خارجية الحكومة البولندية في المنفى وثيقة في 3 مايو 1941، تمت غارات الخطف الجماعي التي أجريت في المدن البولندية بهدف القبض على النساء الشابات لاستعبادهن الجنسي في بيوت الدعارة التي يديرها الجيش الألماني.  علاوة على ذلك، فإن الفتيات البولنديات اللائي لم يبلغن من العمر 15 عامًا - اللائي تم تصنيفهن على أنهن مناسبات للعمل بالسخرة وشحنهن إلى ألمانيا - تعرضن للاستغلال الجنسي من قبل الرجال الألمان. في براندنبورغ، أبلغ اثنان من المراهقين البولنديين في أوستأربايتر، الذين عادوا إلى ديارهم في كراكوف في مرحلة متقدمة من الحمل، أنهن تعرضن للاغتصاب على أيدي الجنود الألمان بتكرار لدرجة أنهم لم يتمكنوا من أداء أي من العمل الموكل اليهن.

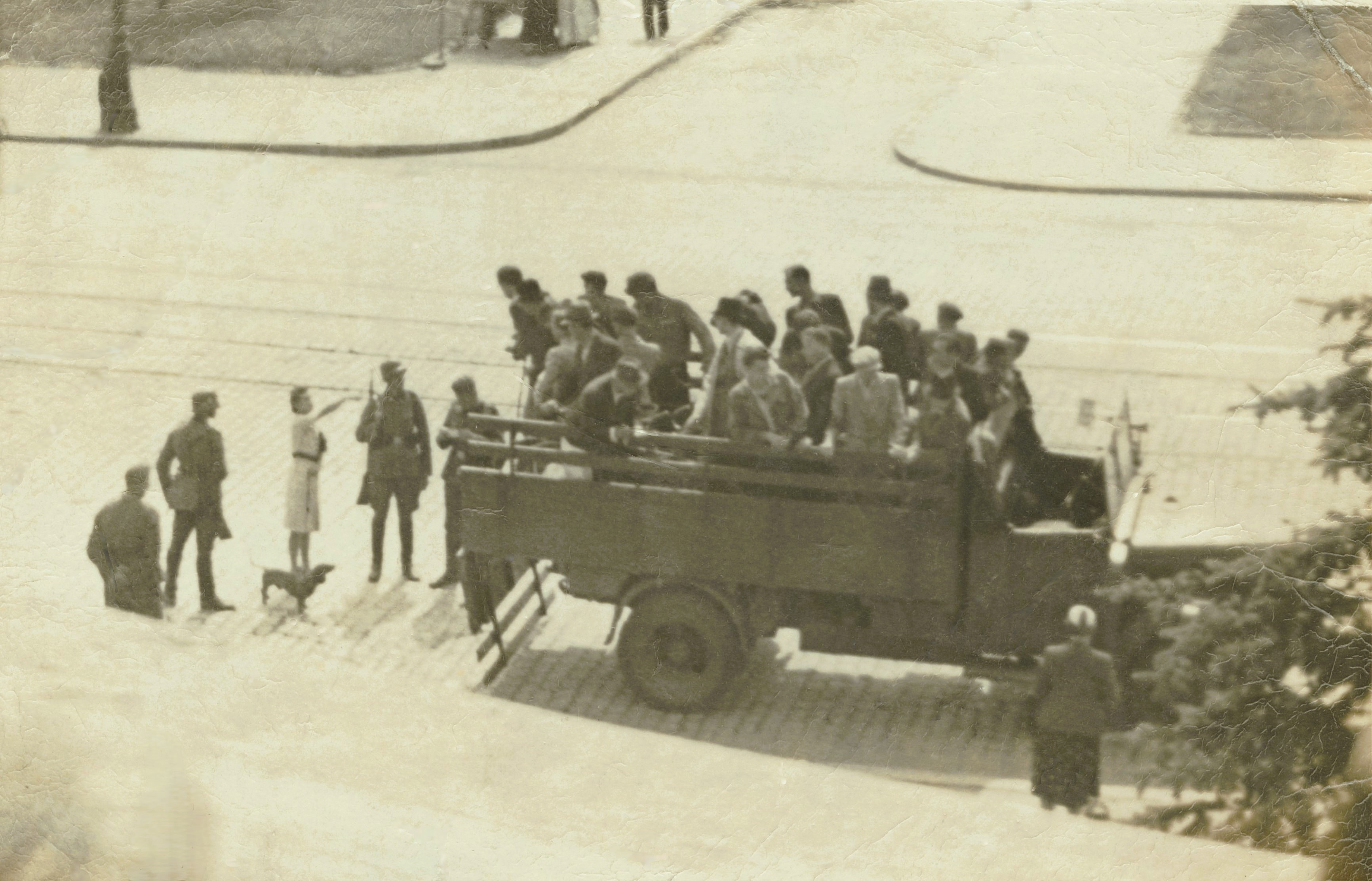
مداهمةات 1941 وهي غارات خطف في وارسو. أُجبرت بعض الشابات اللائي تم اختيارهن في بيوت الدعارة العسكرية

كتب فرانز ماويك، سائق بعثة الصليب الأحمر السويسري، في وارسو عام 1942 عما شاهده: "الألمان يرتدون الزي الرسمي... ينظرون بثبات إلى النساء والفتيات الذين تتراوح أعمارهم بين 15 و 25 عامًا. يقوم أحد الجنود بسحب مصباح يدوي جيب ويضيء على إحدى النساء مباشرة في عينيها. تقوم المرأة بإدارة وجوهها الشاحب لنا، معبرة عن التعب. الأول هو حوالي 30 سنة. "ما الذي تبحث عنه هذه العاهرة الكبيرة هنا؟" - يضحك أحد الجنود الثلاثة. "الخبز يا سيدي" - يسأل المرأة. . . . "ركلة في المؤخرة ما تحصل عليه، وليس الخبز" - يجيب الجندي. صاحب المصباح يوجه الضوء مرة أخرى على وجوه وأجساد الفتيات. . . . أصغرهم ربما بعمر 15 سنة. . . يفتحون معطفها ويبدأون في النظر بشهوة. "ويقول هذا مثالي للنوم" 
في الاتحاد السوفيتي، تم اختطاف النساء من قبل القوات الألمانية لدعارة كذلك؛ كتب أحد التقارير الصادرة عن المحكمة العسكرية الدولية: «في مدينة سمولينسك، فتحت القيادة الألمانية بيت دعارة للضباط في أحد الفنادق التي كان يقودها المئات من النساء والفتيات؛ تم جرهم بلا رحمة في الشوارع من أذرعهم وشعرهم.» 

### محاولات الهروب
ووفقا لصحافة استقصائية البولندية بروست،  النساء يجبرن على الرق الجنسي من قبل السلطات الألمانية النازية حاولن أحيانا من الفرار. في إحدى هذه الحالات، هربت مجموعة من النساء البولنديات والسوفياتيات اللائي سجنن في بيت للدعارة العسكرية الألمانية في النرويج عام 1941. وجدوا ملجأ في الكنيسة اللوثرية المحلية التي عرضت عليهم اللجوء. تم اغتصاب النساء من قبل ما يصل من 32 رجلاً في اليوم؛ تم تخصيص 15 دقيقة للجنود الزائرين بتكلفة رمزية تبلغ 3 رايخ مارك لكل «جلسة» بين الساعة 2 و8:30 مساءً في بعض الأحيان، تم إطلاق سراح النساء الحوامل، لكنهن لن يعودن إلى عائلاتهن، حتى لا يخجلن من ما يحملن في بطونهن.

## فرنسا المحتلة

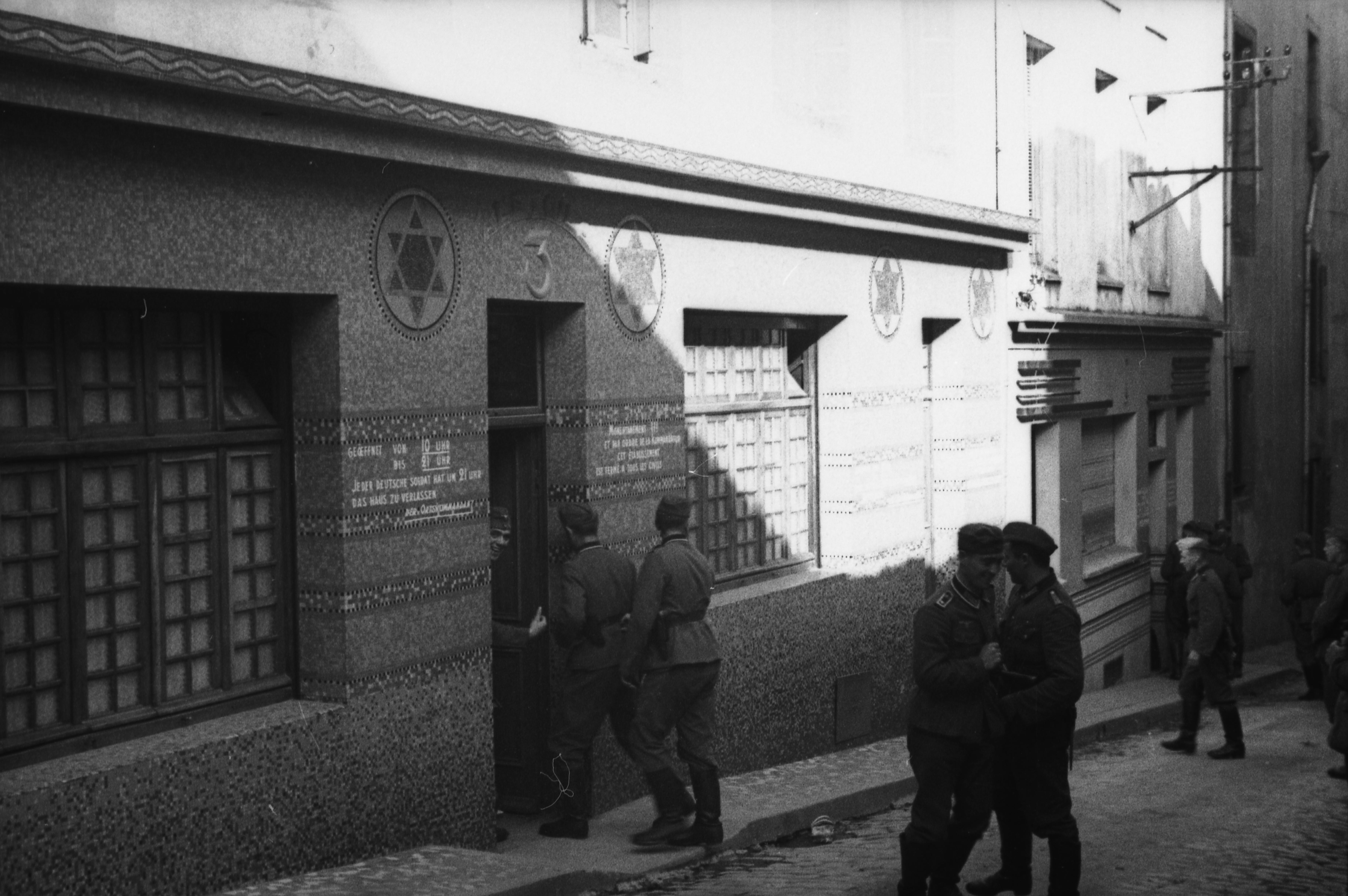
احد بيوت الدعارة في فرنسا المحتلة عام 1940

تمكن الفيرماخت من إنشاء نظام بيروقراطي شامل يضم حوالي 100 بيت دعارة جديد قبل عام 1942  مُنح الجنود بطاقات زيارة رسمية صادرة عن القيادة العليا للجيوش الألمانية وحُظر عليهم الاتصال الجنسي مع نساء فرنسيات أخريات. في سبتمبر 1941، اقترح المشير فون فون براوتشيتش اعتبار الزيارات الأسبوعية لجميع الجنود الشباب إلزامية لمنع «التجاوزات الجنسية» بينهم. خضع البغايا لفحص طبي مجدول لإبطاء انتشار الأمراض التناسلية.